# Olicio
Olicio (en asturiano y oficialmente: Oliciu) es una aldea que pertenece a la parroquia de Triongo en el concejo de Cangas de Onís (Principado de Asturias). Se encuentra a 173 m s. n. m. y está situada a 5,50 km de la capital del concejo, la ciudad de Cangas de Onís. 

## Población
En 2020 contaba con una población de 19 habitantes (INE, 2020) repartidos en un total de 14 viviendas (INE, 2010).